# Arqueta de Sant Cugat
L'Arqueta de Sant Cugat és un reliquiari d'orfebreria de principi del segle xiv. Està feta amb plaques d'argent repujat i cisellat en part daurades i sobreposades sobre una arqueta de fusta, que representen escenes de la vida i mort del màrtir sant Cugat. Els seus autors van ser Joan de Gènova i Arnau Campredon. Durant el segle xvii es va procedir al seu desmuntatge i se'n va construir una de nova de mida més petita en la qual es van tornar a utilitzar les planxes d'argent de l'anterior.
L'arqueta es va conservar al monestir de Sant Cugat del Vallès des del segle xiv fins a l'any 1835 quan, a causa de la desamortització del monestir, l'arqueta amb les relíquies va passar a venerar-se a l'església de Sant Cugat del Rec, a Barcelona. En l'actualitat pertany a la col·lecció del Museu Diocesà de Barcelona.

## Història

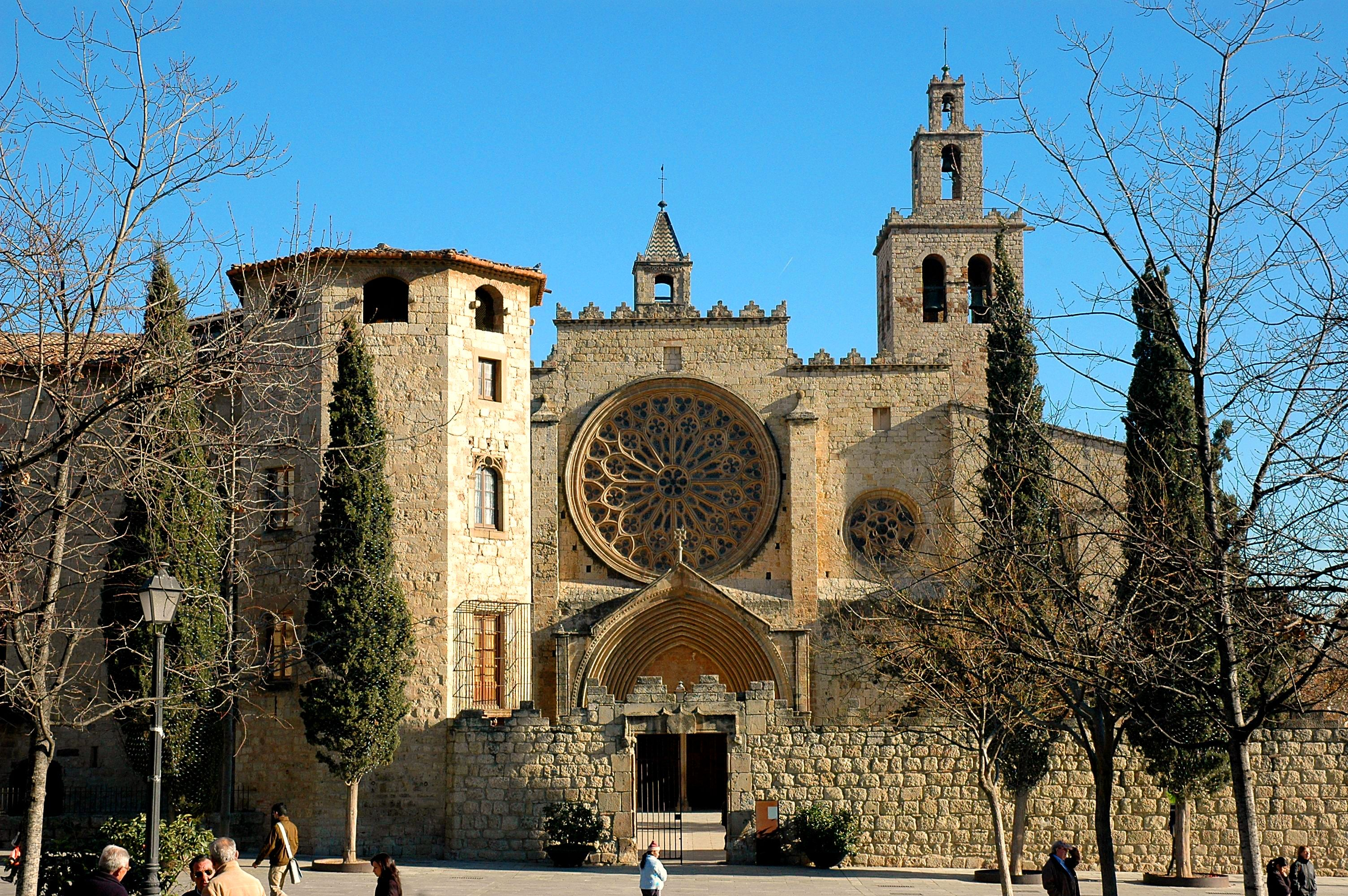
Monestir de Sant Cugat

El 18 de setembre de 1303 l'abat del monestir de Sant Cugat Pons Burguet (1298-1306) va rebre un llegat de Bonanat Basset destinat a la construcció d'una arqueta per a la custòdia de relíquies de sant Cugat: 
| « | caxiam […] de argento ad honorem et servicium beati martiris Sancti Cucuphatis. | » |

L'encàrrec es va encomanar a Joan de Gènova (Johannes de Genoa) orfebre amb gran prestigi que, com es dedueix pel seu nom, era de procedència italiana i establert a Perpinyà, en aquells dies capital continental del Regne de Mallorca. Al document del contracte apareix anomenat junt amb el seu col·laborador l'escultor Arnau Campredon. També al mateix document s'estableix que els desplaçaments a Barcelona dels dos artistes serien a càrrec dels comitents, el monestir de Sant Cugat.
L'arqueta va ser desmuntada entre 1664 i 1665, sense que se sàpiga el motiu, i es va realitzar una nova més petita amb el qual va passar de 120 cm d'amplada a 63 cm, encara que les planxes d'argent són les procedents de la reutilització de l'antiga arqueta.
El 1835, amb la desamortització eclesiàstica i la clausura del monestir, les restes que encara eren a Sant Cugat es traslladaren a l'església parroquial de Sant Cugat del Rec a Barcelona. L'any 1916, Jeroni Martorell, vocal de la Junta de Museus de Barcelona, assenyalava en una nota que, en la seva opinió, les col·leccions dels museus artístics municipals podrien completar-se amb diverses obres, que podien ser possibles adquisicions per part de la Junta i entre les quals es trobava l'arqueta de Sant Cugat.

## Tema

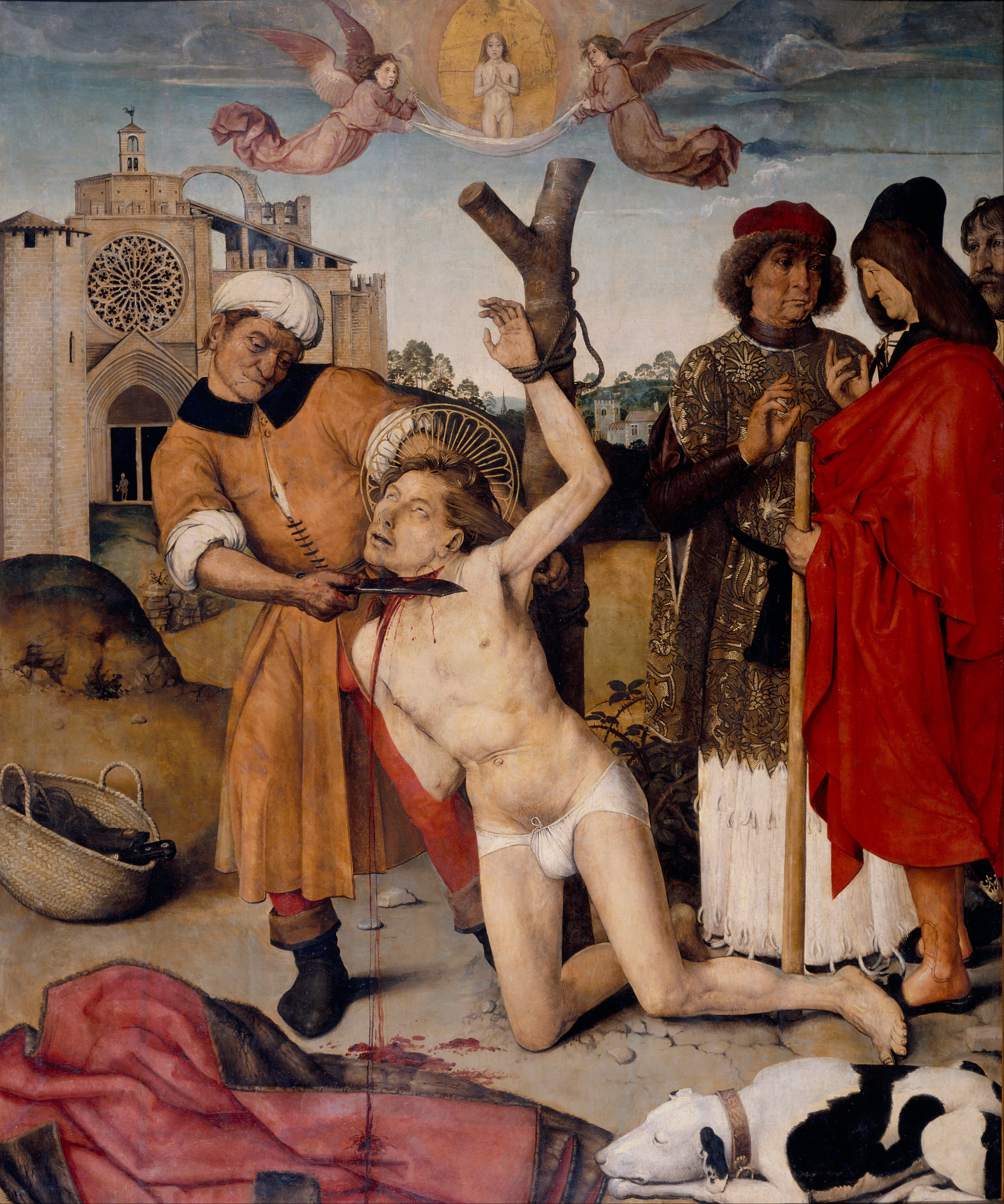
Degollació de Sant Cugat d'Aine Bru (1504-1507), procedent del retaule major del monestir de Sant Cugat, avui al Museu Nacional d'Art de Catalunya.

El tema representat és la vida de sant Cugat des de la seva arribada a Bàrcino, les seves predicacions i conversions fins al seu arrest i mort per decapitació per ordre de Maximià, l'emperador de Roma, i el seu enterrament per part de les seves deixebles Juliana i Semproniana, tot narrat en forma de relleus seriats envoltant l'arqueta destinada a conservar les seves relíquies. El tema del martiri de sant Cugat ha estat tractat posteriorment en altres obres d'art, com a la taula Degollació de Sant Cugat (1504-1507) d'Aine Bru, procedent de l'antic retaule major del monestir de Sant Cugat i que es troba al Museu Nacional d'Art de Catalunya i les quatre pintures que es troben a la basílica de Santa Maria de Mataró, on es representa aquest sant junt amb les que van ser les seves deixebles, les santes Juliana i Semproniana; els títols d'aquestes obres són: Predicació de Sant Cugat (1796), el Judici de les Santes (1797), el Martiri de les Santes (1799) i el Martiri de Sant Cugat. Aquesta última substitueix, des de 1945, l'original de títol homònim que va ser cremat el 1936 durant la Guerra Civil Espanyola. Amb el mateix tema del quadre cremat, es conserva una pintura, que es creu un esbós, al Museu Municipal de Nàutica del Masnou, titulada El degollament de Sant Cugat, de Pere Pau Montaña i Placeta, que és el mateix autor de la sèrie de l'església de Mataró.

### Sant Cugat
Es diu que sant Cugat va desembarcar a Barcelona procedent de la ciutat de Scil·li (actual Tunísia), al nord d'Àfrica a la vora de Cartago. En companyia de sant Feliu va arribar a Barcelona a la fi del segle iii, on es va dedicar a predicar l'evangeli. El 303, l'emperador Dioclecià havia donat l'ordre d'extermini dels cristians en la qual seria l'última de les grans persecucions contra el cristianisme a l'Imperi Romà. Va ser fet presoner per manament de Maximià i, després de patir diverses tortures, va ser decapitat l'any 304 en el lloc anomenat Castrum Octavianum. Una vegada mort, Cugat va ser enterrat cristianament, al mateix lloc on va ser executat, per Juliana i Semproniana —llegendàries mataronines que anteriorment havien estat batejades pel sant—; a continuació, també es dictà el martiri i l'execució de les santes, pel fet d'haver assistit amb la cerimònia cristiana de l'enterrament les despulles de Sant Cugat.
En el lloc on el sant topà amb la voluntat divina, anys després es va construir el monestir de Sant Cugat, del qual hi ha testimoni d'època visigòtica.

## Descripció

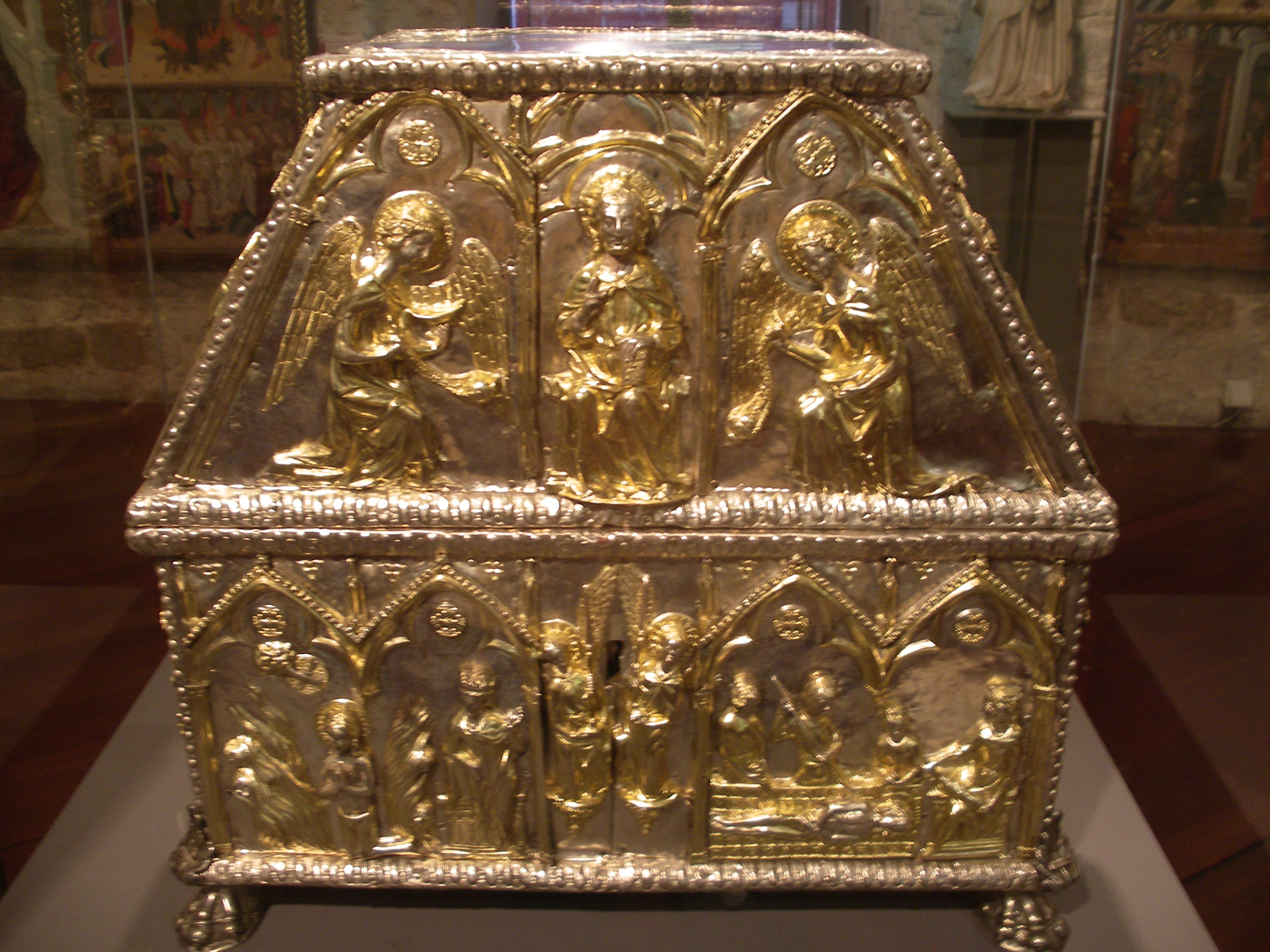
Part davantera de l'arqueta de Sant Cugat

L'arqueta de Sant Cugat està datada cap a 1303, encara que actualment presenta l'aspecte d'una modificació en les seves mides, i la consegüent alteració de les plaques esculpides, realitzada al segle xvii, on va passar de mesurar 120 cm d'amplada a 63 cm, quedant x 26 x 63 cm, en aquesta reforma es van utilitzar les plaques d'argent de la primitiva. El contenidor de l'arca presenta planta rectangular i la seva coberta és una tapa en forma de piràmide truncada; totes les cares de l'arca presenten baixos relleus. El seu estil gòtic és de clara ascendència francoflamenca. Es conserva al Museu Diocesà de Barcelona amb el número d'inventari 679.
L'argent, parcialment sobredaurat, està tractat amb la tècnica del repussat i cisellat. Segons explica Fèlix Duran i Cañameres, amb motiu d'una exposició de presentació de la peça, feta a Madrid a finals del segle xix, se'n va efectuar un motlle que va produir l'arrencada d'unes aplicacions d'esmalts que tenia des de la seva primitiva elaboració. Núria de Dalmases precisa en el seu estudi sobre l'arqueta que no va tenir mai aplicacions d'esmalt a l'ornamentació de les traceries gòtiques del conjunt, fet molt corrent en aquest tipus d'arquetes. Les motllures dels caires i els peus de l'arqueta són del segle xvii.
Observant les plaques i per la modificació soferta al segle xvii, es nota clarament que era més gran l'arqueta original, ja que a la representació de les escenes de la vida de sant Cugat a les parts centrals dels cossos rectangulars de l'arqueta, hi ha planxa retallada amb motius que no formen cap escena historiada i algunes arcuacions es nota que estan escapçades.
Segurament la sèrie que presenta l'arqueta actualment té l'ordre alterat, ja que, probablement, va suprimir-se alguna escena per adaptar la narració a la seva nova mesura. Els episodis que es poden veure són:
Part davantera:
- La part davantera superior, corresponent a la tapa, representa en el seu centre a Crist assegut en un tron, beneint amb la mà dreta i amb un llibre a l'esquerra, emmarcat per una simulació d'arquitectura d'ogives trilobades i amb una separació de columnes amb pinacles, als espais de tots dos costats es troben uns àngels turiferaris en genuflexió portadors d'un encenser.[9]
- A la part inferior davantera, corresponent al contenidor, sembla ocupar el centre, on es troba el pany de l'arqueta, la representació de les santes Juliana i Semproniana.

Als dos costats, les plaques completes de:
- Sant Cugat enmig d'una gran foguera d'on fugen els dimonis; sobre el màrtir s'aprecia la mà de Déu (dextera domini) i l'emperador Maximià ho observa des del seu tron.
- Sant Cugat pateix el martiri sobre una graella, també davant de Maximià.

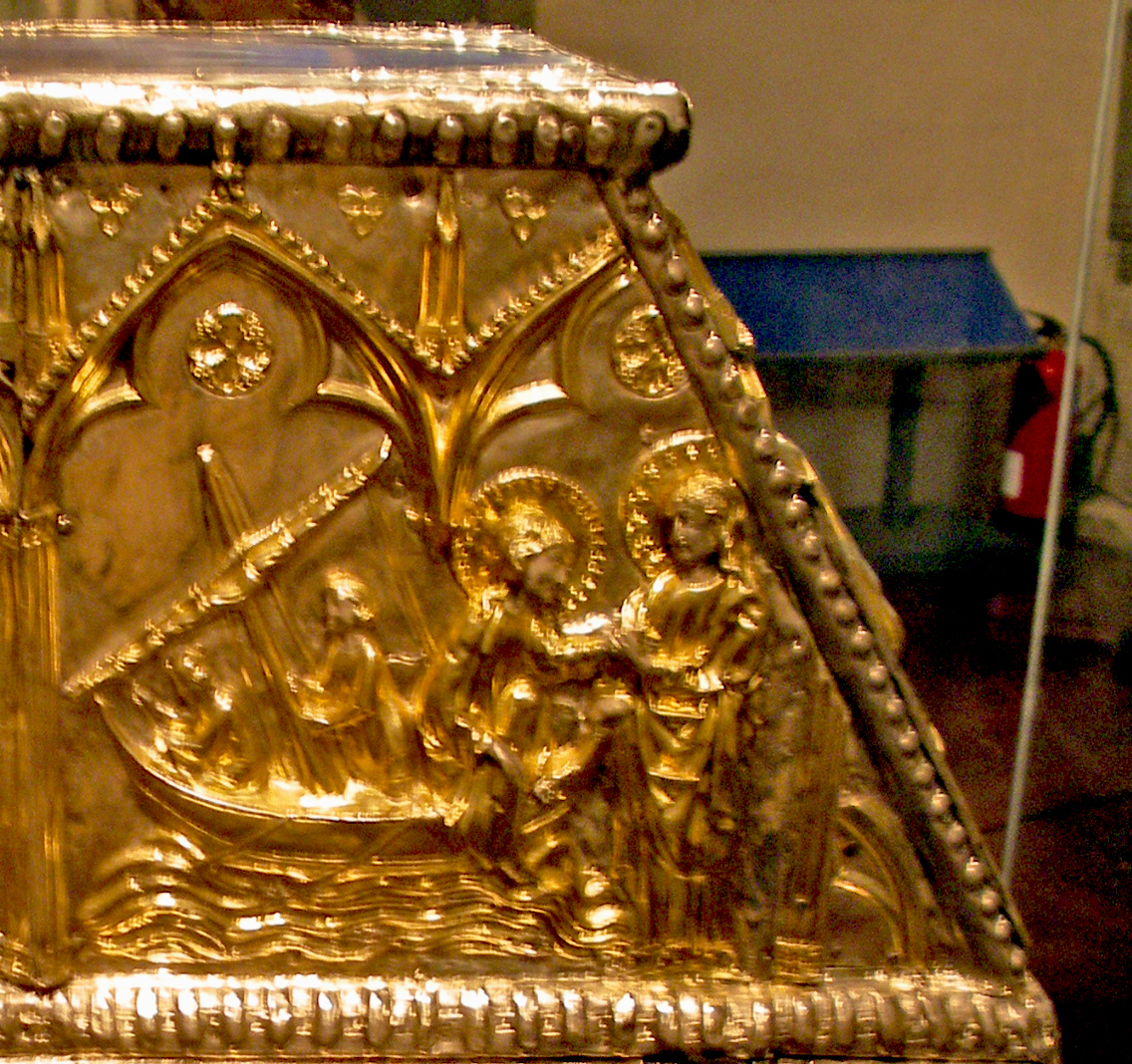
Desembarcament de sant Cugat junt amb sant Feliu a Barcelona
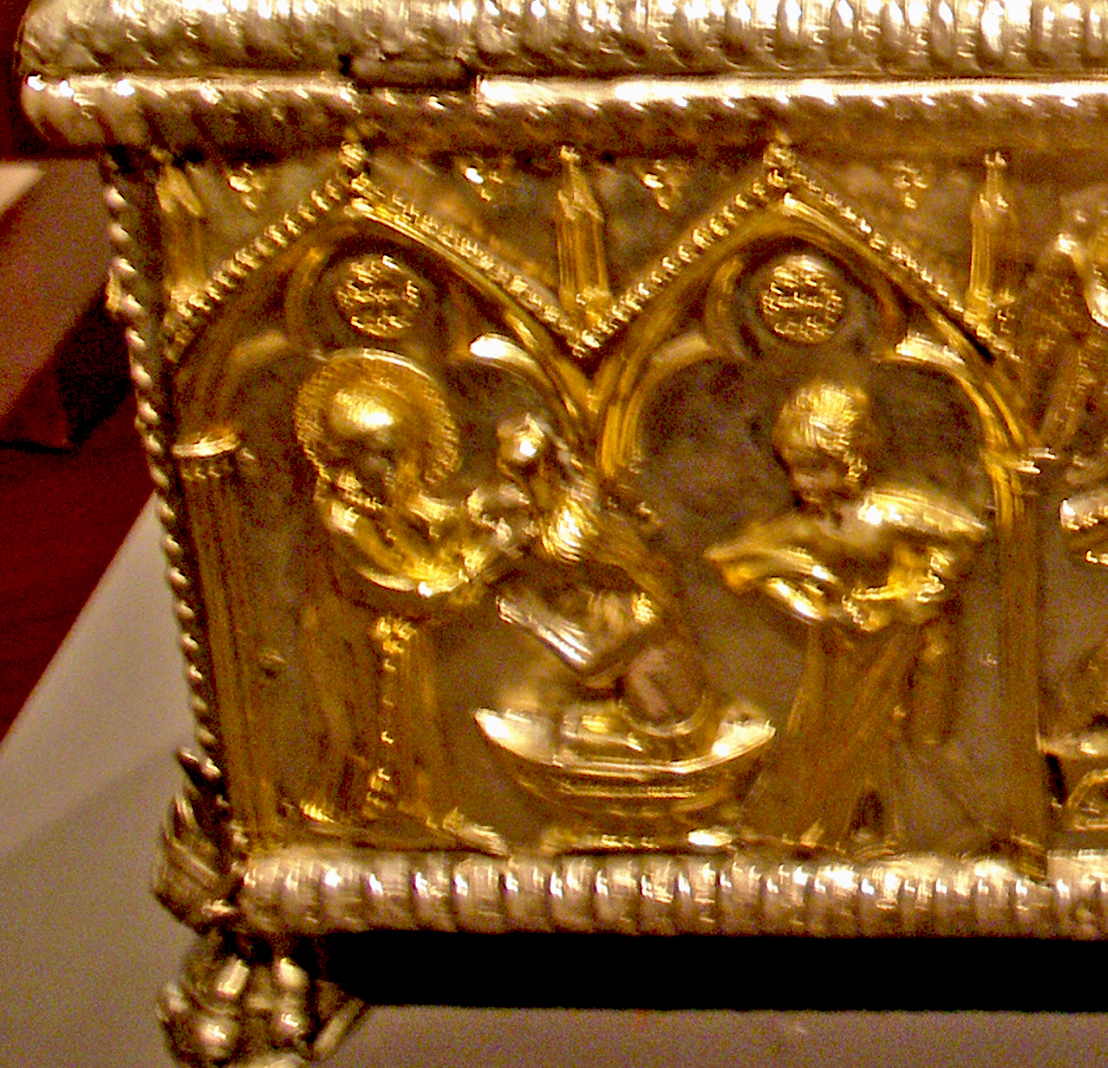
Martiri de sant Cugat bastonejat
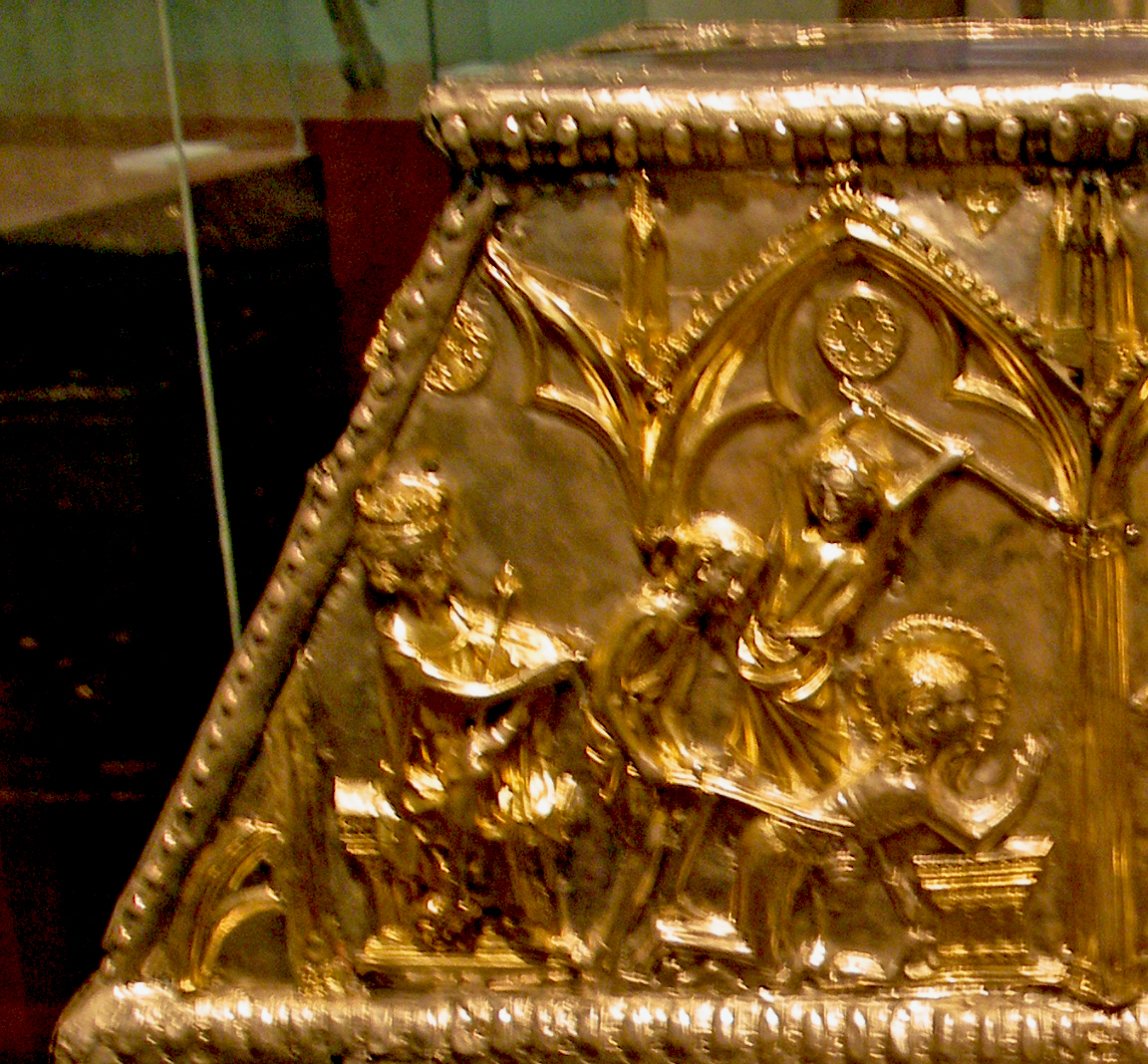
Baptisme de les santes Juliana i Semproniana per sant Cugat

Part posterior:
- Desembarcament de sant Cugat junt amb sant Feliu a Barcelona.
- Predicació de sant Cugat davant un grup de gent.
- Baptisme per part de sant Cugat a les santes Juliana i Semproniana, deixebles de sant Cugat i procedents de l'antiga Iluro –que el 1852 van ser proclamades santes patrones de Mataró.[11]
- Martiri de Sant Cugat bastonejat.

Laterals petits:
- Sant Cugat és portat encadenat davant de Maximià.
- Decapitació de sant Cugat.
- En presència de sant Cugat, el temple pagà s'enfonsa i Maximià mor aixafat.
- Les santes Juliana i Semproniana dipositen en el sepulcre el cos del sant.

## Tècnica
- Urna de Sant Càndid amb estuc daurat (1292)
- Arqueta de Sant Martirià, mostrant els colors dels esmalts (1413 - 1453)

L'argent blanc i el que se sobredaurava, va ser utilitzat a l'orfebreria gòtica per substituir l'or, que predominava en èpoques anteriors, encara que es va continuar utilitzant per a la realització de peces especials, normalment encarregades pels reis i per al culte religiós de grans catedrals. L'ús majoritari de l'argent s'explica per la barator del material en comparació amb l'or i també per les seves propietats físiques i químiques, ja que faciliten el seu aliatge amb el coure, i perquè facilitava la seva elaboració, atorgant al material un grau de duresa superior. Hi havia obres elaborades d'una única peça, per mitjà de la fosa, i altres formades per diferents plaques soldades, clavetejades damunt de la fusta o bé unides mitjançant pestanyes. A la planxa d'argent se li donava forma amb la tècnica de l'embotit, a base de cops amb el martell fins a aconseguir el que es tenia projectat; les planxes es reforçaven als caires amb motllures que a la vegada servien d'ornamentació. El cisellat i el repussat feien l'acabat de la peça copejant la làmina per l'anvers o pel revers.
Durant el gòtic, es van realitzar multitud de reliquiaris, per custodiar i venerar despulles de sants i màrtirs. La forma més normal era d'arquetes en forma de sepulcre, la majoria rectangulars i amb cobertes a dos o quatre vessants, fetes en fusta i xapades amb planxes d'argent. D'aquesta mateixa tipologia són les arquetes de Sant Patllari de Camprodon (c.1315), la de Sant Martirià de Banyoles (1413-1453), la de Sant Llorenç del Museu Episcopal de Vic (1240-1350) i l'arqueta de Sant Cugat. Una tècnica també força corrent per cobrir el cos de l'arqueta va ser la col·locació de relleus de guix daurats amb pa d'or, com els que presenta l'Urna de Sant Càndid (1292) conservada al Museu Nacional d'Art de Catalunya i també procedent del monestir de Sant Cugat. La majoria dels reliquiaris en forma d'arca mostren com a elements d'unió formes arquitectòniques, amb arcs ogivals, finestrals, cresteries o pinacles.

## Exposicions
- 1892-1893 Madrid, Exposición Histórica Europea. (Segons cita Fèlix Duran i Cañameres l'any 1915 i de la qual no consta en catàleg).[8]
- 1968 París, L'Europe gothique, XII-XIV siècles.[16]
- 1989 maig-juliol Barcelona, Millenvm.[17]